# 上原和
上原 和（うえはら かず、1924年12月30日 - 2017年2月9日）は、日本の美術史家。成城大学名誉教授。専門は美学美術史。

## 来歴
日本領台湾台中市生まれ。九州大学法文学部哲学科美学美術史専攻卒業、同大学院文学研究科特別研究生、前期課程修了。宮崎大学学芸学部専任講師、成城大学文芸学部専任講師・助教授・教授・文芸学部長・大学院文学研究科長を経て1995年定年退任、名誉教授。
玉虫厨子研究をライフワークとし、この創作を飛鳥時代とし、法隆寺はその基礎の上に建てられたとの説を唱え村田治郎らと論争を行った。また西域からギリシャまでの建築に関心を寄せ、詩人的な筆致による文章を書く。
1975年『斑鳩の白い道の上に』で亀井勝一郎賞受賞。1992年『玉虫厨子 飛鳥・白鳳美術様式史論』で九大文学博士。

## 著書
- 『玉虫厨子の研究 飛鳥・白鳳美術様式史論』日本学術振興会 1964
- 『聖徳太子 再建法隆寺の謎』三彩社（東洋美術選書） 1969／講談社学術文庫 1987
- 『斑鳩の白い道のうえに 聖徳太子論』朝日新聞社 1975／朝日選書 1980／朝日文庫 1984／講談社学術文庫 1992
- 『斑鳩の塔に雲流れて わが回想の聖徳太子』主婦の友社 1979／『わが回想の聖徳太子』中公文庫 1994
- 『斑鳩・西の京』平凡社カラー新書 1979、新装版1997。写真土門拳
- 『トロイア幻想 わが古代散歩』PHP研究所 1981／『トロイア幻想　古代憧憬の旅』講談社学術文庫 1989
- 『仏法東流』学生社 1987
- 『人間の美術 3 仏教の幻惑 飛鳥・白鳳時代』学習研究社 1989、新装版2003
- 『玉虫厨子 飛鳥・白鳳美術様式史論』吉川弘文館 1991
- 『大和古寺幻想 飛鳥・白鳳篇』講談社 1999
- 『世界史上の聖徳太子 東洋の愛と智慧』日本放送出版協会（NHKブックス） 2002
- 『法隆寺を歩く』岩波新書 2009

### 記念論集
- 『上原和博士古稀記念美術史論集』上原和博士古稀記念美術史論集刊行会 1995